# Роєвиці
Роєвиці (пол. Rojewice) — село в Польщі, у гміні Роєво Іновроцлавського повіту Куявсько-Поморського воєводства.
Населення — 151 особа (2011).
У 1975-1998 роках село належало до Бидгощського воєводства.

## Демографія
Демографічна структура станом на 31 березня 2011 року:
|          | Загалом | Допрацездатний вік | Працездатний вік | Постпрацездатний вік |
| -------- | ------- | ------------------ | ---------------- | -------------------- |
| Чоловіки | 72      | 14                 | 51               | 7                    |
| Жінки    | 79      | 19                 | 45               | 15                   |
| Разом    | 151     | 33                 | 96               | 22                   |